# Паспорт гражданина Бутана
Паспорт гражданина Королевства Бутан — официальный документ, удостоверяющий личность гражданина при выезде за пределы и пребывании за пределами страны, а также при въезде на территорию государства из заграничной поездки.

## История
Еще во времена Королевства Бумтанг, которое сейчас является частью Королевства Бутан, населению были выданы феодальные книжки, которые назывались дзенг. Этот документ позволял жителям Королевства перемещаться по другим государствам. Уже в те времена дипломатия и отношения были важными для вождей Бутана.
В современном Бутане начали выдавать гражданам уже современный паспорт. Паспорта выдавались министерством иностранных дел Бутана. Паспорт гражданина Королевства Бутан — это официальный документ, удостоверяющий личность гражданина при выезде за пределы и пребывании за пределами страны, а также при въезде на территорию государства из заграничной поездки.

## Типы паспортов
- Обычный паспорт (красный), Shinthron passport (дзонг-кэ ་དགེ་འདུན་);
- Служебный паспорт (зелёный), Pawchang passport (дзонг-кэ ་དབྱངས།་);
- Дипломатический паспорт (синий), Denzhen passport (дзонг-кэ ཞག་དང་རྣ).